# Aleksandr Nikolaevič Ostrovskij
Aleksandr Nikolaevič Ostrovskij (in russo Александр Николаевич Островский?; Mosca, 12 aprile 1823 – Ščelykovo, 14 giugno 1886) è stato un drammaturgo russo.
Considerato il fondatore del teatro russo moderno, definito da Turgenev lo "Shakespeare della classe mercantile russa", Ostrovskij fu autore di ben quarantasette opere teatrali con le quali cominciò il teatro realistico russo.

## Biografia
Ostrovskij nacque a Mosca, nell'Oltremoscova, il quartiere dei commercianti situato sulla riva meridionale della Moscova. Suo padre era un avvocato civilista, sempre in contatto con piccoli borghesi e commercianti: ciò facilitò ad Ostrovskij, fin da ragazzo, la conoscenza di tipi originali che gli davano spunto per fare bozzetti di scene teatrali.
Ostrovskij ricevette un'eccellente educazione famigliare che gli fece acquisire la conoscenza delle lingue classiche e delle principali lingue europee. Nel 1840 intraprese gli studi giuridici all'Università di Mosca, ma li interruppe a seguito di una lite con le autorità accademiche impiegandosi nel 1843 nel Tribunale di commercio. Qui rimase fino al 1851 e vi poté conoscere da vicino il mondo dei commercianti, dal quale avrebbe tratto i personaggi della maggior parte delle sue commedie.
La sua prima pubblicazione fu un frammento di commedia, Il fallimento, poi terminata nel 1849 col titolo Fra amici ci si mette d'accordo (Свои люди сочтёмся, Svoí ljudi sočtëmsja). La pubblicazione di quest'opera, nel 1850 sul giornale Il foglio della città di Mosca (Московский городской листок, Моskovskij gorodskoj listok), fu un successo trionfale: essa fu letta ed accolta con entusiasmo dai critici più noti. Nell'opera, la storia di una bancarotta fraudolenta, Ostrovskij rappresentava il trionfo dei disonesti che non vengono puniti e la rappresentazione della commedia fu perciò bloccata dalla censura, mentre l'autore fu posto sotto sorveglianza e costretto a dare le dimissioni dal Tribunale commerciale.
La prima opera rappresentata fu un altro capolavoro, La fidanzata povera (Бедная невеста, Bedanja nevesta, 1853). Si svolge nell'ambiente dei piccoli impiegati e narra di una ragazza che, delusa da un amore romantico, sposa un uomo rozzo ma ricco, che può sottrarla all'incombente miseria. Tutti i personaggi sono ben tratteggiati e nell'ultimo atto Ostrovskij scrive una scena priva dei protagonisti, nella quale una folla di persone commenta il matrimonio.
Da allora fino alla sua morte, Ostrovskij diede quasi ogni anno una commedia, allargando sempre più i suoi orizzonti, comprendendo accanto alla classe mercantile (che pur rimase sempre al centro della sua produzione artistica) altre classi sociali.
Nel 1855 si recò nella regione del basso Volga per incarico del granduca Konstantin Nikolaevič, che lo aveva inserito nella Commissione di letterati incaricata di studiare le condizioni di vita della popolazione. Da questa esperienza Ostrovskij trasse ispirazione per il suo capolavoro L'uragano (1859) e per alcuni drammi storici. Nel 1859 pubblicò la prima raccolta delle sue opere e fondò una Società di soccorso ai letterati, con Turgenev, Nekrasov, Maikov, ricavandone discreti guadagni, dovuti alle letture, che egli faceva in pubblico, delle sue commedie. In quest'epoca ricevette anche una pensione vitalizia di tremila rubli all'anno.
Morì nel 1886 nella sua tenuta di Ščelykovo, nel governatorato di Kostroma.

## Il teatro di costume: il mondo dei mercanti
Il mondo dei mercanti, inteso in senso ampio, comprendente anche tutti gli altri mondi dei piccoli borghesi, degli artigiani, dei funzionari e dei proprietari terrieri che con esso interagiscono, costituisce la base delle opere di Ostrovskij. Il primo periodo dell'attività del drammaturgo mette a punto la caratterizzazione del famoso tipo psicologico del samodur: il mercante volubile, istintivamente grossolano e pateticamente ignorante. Samodurstvo è il complesso di quelle qualità comuni ai mercanti, portatrici di un sistema di vita rigorosamente patriarcale e oppressivo, dove la donna non ha mai voce in capitolo che viene illustrato nelle commedie Non ti sedere sulla slitta non tua (1852), Povertà non è vizio (1853), L'altro banchetta e a te viene il mal di testa (1856). Un momento cruciale dell'attività dello scrittore fu la pubblicazione di Un posto lucrativo (1856), il capolavoro di Ostrovskij nella riproduzione del mondo degli impiegati: una commedia che smonta impietosamente i meccanismi di una burocrazia fondata sullo sfruttamento. Con La pupilla (1858) appare una figura di giovane donna energica che anela alla libertà e che troverà la sua più alta espressione ne L'uragano (1859), generalmente considerato il capolavoro di Ostrovskij.

## Cronache storiche
Oltre alla commedia di costume, Ostrovskij esplorò anche la strada del dramma storico. Le cronache drammatiche, come più correttamente dovrebbero essere definiti i quattro drammi di Ostrovskij, furono scritte dopo il viaggio sulla Volga, durante il decennio 1860-1870. Sono tutti ambientati nell'epoca dei torbidi e si collocano nella tradizione dei grandi affreschi storici inaugurata dal Boris Godunov di Aleksandr Sergeevič Puškin.
- Minin (1862)
- Il voevoda. Un sogno sulla Volga (1864)
- Il falso Demetrio e Vasilij Šujskij (1867)
- Vasilisa Melent'eva (1867). Scritta in collaborazione con il direttore dei teatri imperiali Gedeonov.

Diversa ancora fu l'opera Sneguročka (1868-1873), definita dallo stesso autore una "fiaba primaverile", che si colloca nella tradizione folcloristica. Per essa Čajkovskij compose della musica di scena e Rimskij-Korsakov ne trasse un'opera.

## Un mondo che cambia
L'ultimo periodo della vita di Ostrovskij fu anch'esso molto fecondo. Le commedie di questo periodo sono perlopiù consacrate alla Russia che si trasforma, in cui agiscono tipi nuovi quali l'intrigante (Anche il più furbo ci può cascare, 1868), l'affarista (Denaro folle, 1869 - che testimonia l'interesse di Ostrovskij per la nuova classe nascente, la borghesia), la nobiltà ormai in rovina (I lupi e le pecore, 1875) e in cui vengono rappresentati anche gli ambienti teatrali e la condizione di attori e attrici (Talenti e ammiratori, 1881 e Colpevoli senza colpa, 1884). Il capolavoro di questo periodo è la commedia La foresta (1870) che mette in scena dei commedianti errabondi moralmente superiori ai rappresentanti della vecchia classe nobiliare in decadenza. Una serie di commedie tratta della condizione femminile: Senza dote (1878) e Il cuore non è pietra (1879).

## Alcune opere
- Con quelli di famiglia ci si arrangia. La bancarotta (Svoí ljúdi sočtëmsja. Bankrót, 1849)
- La fidanzata povera (Bédnaja nevésta, 1853)
- Non ti sedere sulla slitta non tua (Ne v svoí sáni ne sadís, 1852)
- Povertà non è vizio (Bédnost' ne porók, 1853), presentata in un nuovo rifacimento nell'ambito del Teatro d'Agitazione.
- Non puoi vivere come ti pare (Ne tak živí, kak chóčetsja, 1854)
- L'altro banchetta e a te viene il mal di testa (V čužóm pirú pochmél'e, 1856)
- Un posto lucroso (Dochódnoe mésto, 1856)
- La pupilla (Vospítannica, 1859)
- L'uragano (Grozá, 1859)
- Un vecchio amico vale meglio di due nuovi (Stáryj drug lúčše nóvych dvuch, 1860)
- Minin (1862)
- Il voevoda. Un sogno sulla Volga (Voevóda. Son na Vólge, 1864)
- Il falso Demetrio e Vasilij Šujskij (Dmítrij Samoyvánec i Vasílij Šújskij, 1867)
- Vasilísa Melént'eva (dramma che cambiò titolo in Ivan il Terribile, 1867)
- Sneguročka, opera (Снегурочка (весенняя сказка) (1868-73)
- Anche il più furbo ci può cascare (Na vsjákogo mudrecá dovól'no prostotý, 1868)
- Un cuore ardente (Gorjáčee sérdce, 1868)
- Denaro folle (Bésenze dén'gi, 1868)
- La foresta (Les, 1870)
- I lupi e le pecore (Vólki i óvcy, 1875)
- Senza dote (Bespridánnica, 1879)
- Talenti e ammiratori (Talánty i poklónniki, 1881)
- Colpevoli senza colpa (Bes viní vinovátye, 1884)

## Traduzioni italiane
- Ostrovskij Aleksandr N., In famiglia ci si arrangia. Commedia in quattro atti, traduzione di L. Giudici, Bulzoni 1992.
- Ostrovskij Aleksandr N., Con quelli di casa ci si arrangia. L'uragano. La foresta. Denaro folle. in: Teatro russo. Raccolta di drammi e commedie, a cura di Ettore Lo Gatto, Bompiani 1955.
- Ostrovskij Aleksandr N., Lupi e le pecore: commedia, Lanciano: Carabba, 1924.
- Ostrovskij Aleksandr N., Anche il più furbo ci può cascare; Fidanzata povera, tradotto dal russo a cura di Paola Cometti, Torino: UTET, 1951.
- Ostrowskii Alessandro N., Non sederti sulla slitta non tua. Commedia in tre atti, Introduzione e traduzione dal russo di Enrico Damiani, Milano: Alpes, 1926.
- Ostrovskij Aleksandr N., La foresta. La fanciulla di neve, in: Teatro russo, 2 Vol., a cura di Leone Pacini Savoy e Dario Staffa, Milano: Nuova Accademia, 1960.